# Mięguszowiecka Baszta

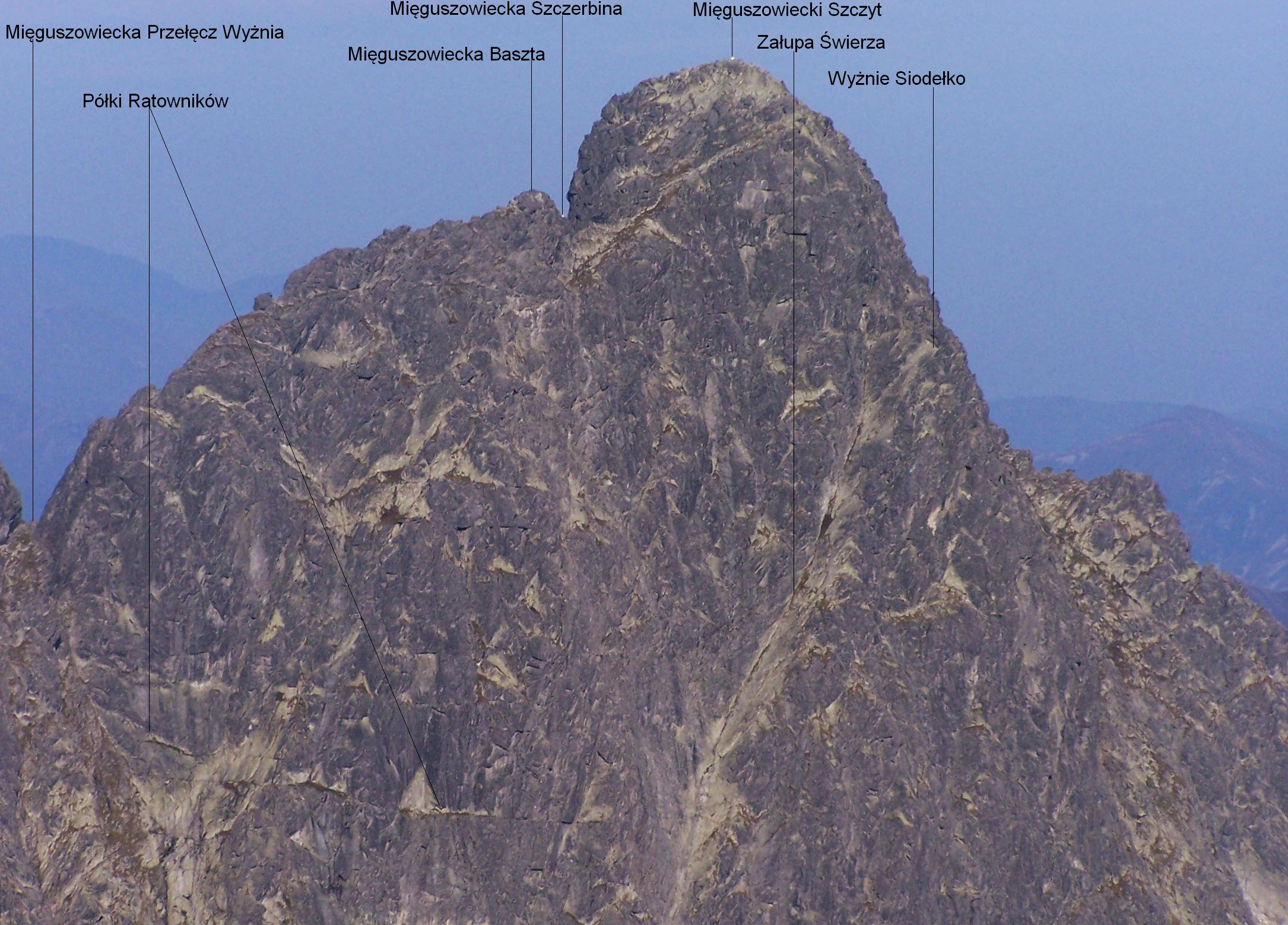
Widok od północnego wschodu

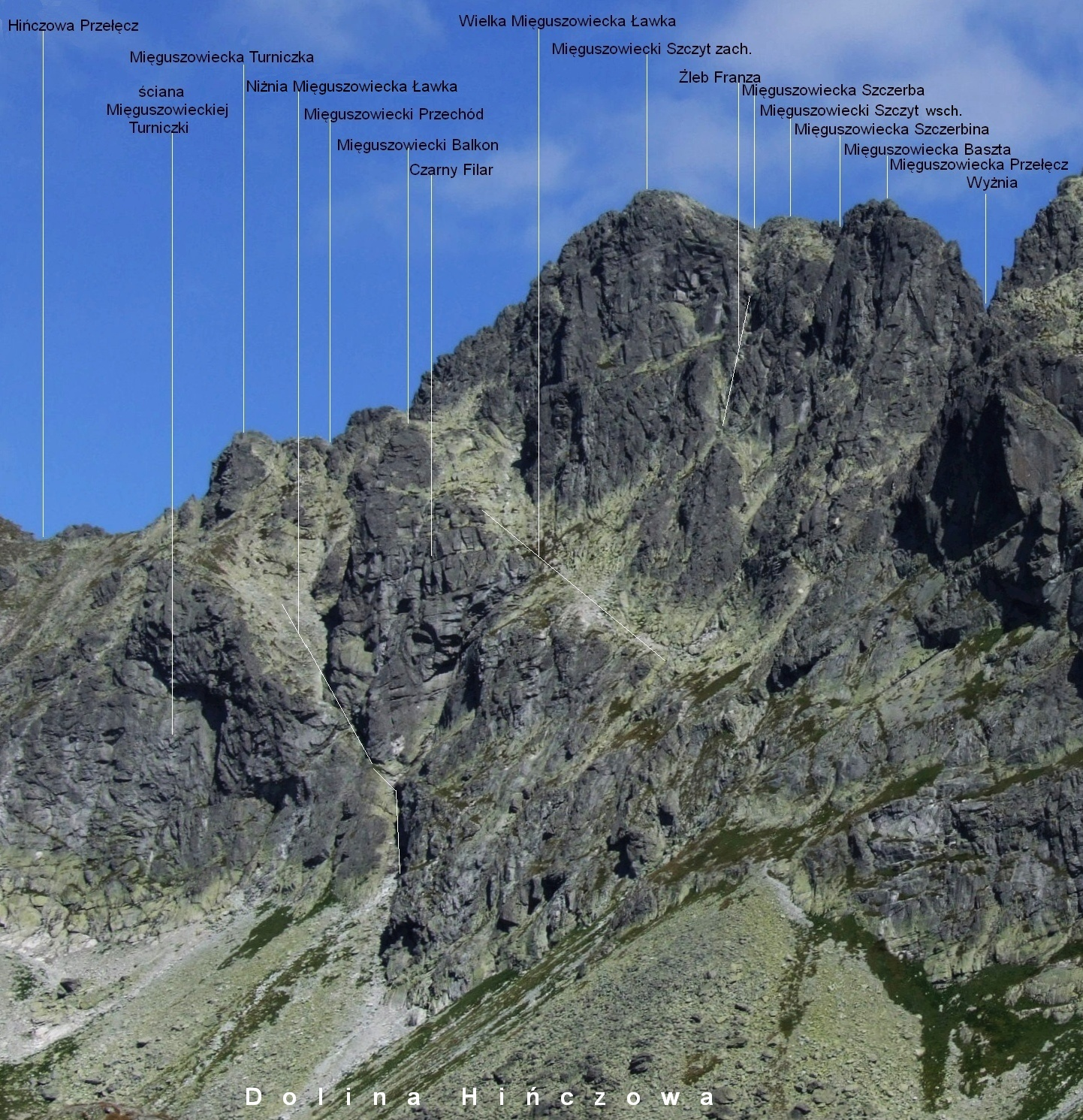
Widok od południa

Mięguszowiecka Baszta (2410 m) – turnia w masywie Mięguszowieckiego Szczytu w Tatrach Wysokich. Znajduje się w grani głównej Tatr na granicy polsko-słowackiej. Od wschodniego wierzchołka Mięguszowieckiego Szczytu oddziela ją Mięguszowiecka Szczerbinka (2400 m). W zestawieniu najwyższych szczytów Polski Mięguszowiecka Baszta jest na 8. miejscu (biorąc pod uwagę wszystkie nazwane, również te mało wybitne wierzchołki).
Na szczyt lub grań Mięguszowieckiej Baszty prowadzi wiele dróg wspinaczkowych, zarówno po polskiej (ściana wschodnia), jak i słowackiej stronie (ściana południowa):
Ściana wschodnia
1. Droga Smólskiego (z Dolnego Tarasu); V w skali tatrzańskiej, 5 godz.
2. Droga Sokołowskiego (z Bańdziocha); IV, miejsca V, 3 godz.
3. Droga Surdela (z Bańdziocha); IV, miejsca V, 3 godz.
4. Lewa droga Mączki (z Bańdziocha przez Półki Ratowników); IV, 3 godz.
5. Droga Hobrzańskiego (z Bańdziocha); IV, miejsce VI-, 3 godz.

Ściana południowa
1. Prawym żebrem południowej ściany (z Wielkiej Mięguszowieckiej Ławki); IV-, 2 godz.
2. Środkiem południowej ściany Mięguszowieckiej Baszty (z Wielkiej Mięguszowieckiej Ławki); IV, miejsce V+, 2 godz. 30 min
3. Przez Komin Komarnickiego (z lewej gałęzi Żlebu Franza); III, 2 godz.[3]